# Porphyrochroa quadrilamelaris
Porphyrochroa quadrilamelaris är en tvåvingeart som beskrevs av Mendonca, Rafael och Ale-rocha 2008. Porphyrochroa quadrilamelaris ingår i släktet Porphyrochroa och familjen dansflugor. Inga underarter finns listade i Catalogue of Life.